# Lonicera praeflorens
Lonicera praeflorens är en kaprifolväxtart som beskrevs av Alexander Feodorowicz Batalin. Lonicera praeflorens ingår i släktet tryar, och familjen kaprifolväxter. Utöver nominatformen finns också underarten L. p. japonica.